# Hieracium complexum
Hieracium complexum es una especie de planta con flor del género Hieracium, de la familia Asteraceae, orden Asterales.

## Distribución
Hieracium complexum se distribuye por Suecia.

## Taxonomía
Fue descrita científicamente por Johanss. Fue publicada en Svensk Bot. Tidskr. 19: 486 (1925).